# Pagny-sur-Meuse
Pagny-sur-Meuse é uma comuna francesa na região administrativa de Grande Leste, no departamento de Meuse. Estende-se por uma área de 18,81 km². Em 2010 a comuna tinha 1 032 habitantes (densidade: 54,9 hab./km²).